# 해전지휘부
해전지휘부(海戰指揮部, 독일어: Seekriegsleitung; SKL 지크릭스라이퉁; 에스카엘[*])는 독일 제국해군 및 독일 전쟁해군의 상급 지휘참모 기관이다.

## 제1차 세계 대전
SKL은 1918년 8월 27일 라인하르트 셰어 제독의 건의로 설치되어 셰어 본인이 그 초대 지휘관이자 제독참모장(육군의 장군참모장에 해당)을 겸했다. 해전지휘부는 해상 전투의 계획 및 실행을 지도하고 해상 전력의 분배를 담당했다. 여기에는 해군 제독참모들 뿐 아니라 각 전역 사령관들의 의사도 개입했다. 예컨대 미국의 참전을 초래한 무제한 잠수함 작전은 최상급육군지휘부의 에리히 루덴도르프 대장의 발상에 따른 것이었다.

## 제2차 세계 대전
SKL은 1937년 나치 독일이 재무장을 하면서 재설치되었다. SKL은 해군최고사령부(OKM)과 밀접한 관계를 가졌으며, OKM 수장인 해군최고지휘관이 해전지휘부장을 겸했다. 초기 SKL의 역할은 제1차 세계 대전 시절과 거의 같았으나, 해군사령청(Marinekommandoamt)이 SKL에서 분리되어 나오면서 독일 영해 바깥 해역만 담당하게 된 SKL의 입지는 줄어들었다. 수상함 뿐 아닐나 잠수함 체계도 분리되어 잠수함지휘관의 소관으로 떨어져나갔다. 잠수함지휘자는 해군최고지휘자에게 직속으로 딸려 있었기에 SKL을 무시해도 지휘계통상 무방했다. 1944년이 되면 SKL은 수송, 봉쇄돌파, 보조순양함, 보급함 등의 운용을 담당하게 된다.

## 역대 지도부
해전지휘부장
1. 라인하르트 셰어 제독: 1918년 8월 28일 ~ 1918년 11월 14일
2. 에리히 레더 대제독: 1937년 10월 1일 ~ 1943년 1월 30일 (해군최고지휘관으로서 겸임)
3. 카를 되니츠 대제독: 1943년 1월 30일 ~ 1944년 5월 1일 (해군최고지휘관으로서 겸임)
4. 빌헬름 마이젤 제독: 1944년 5월 1일 ~ 1945년 5월 22일

해전지휘부 참모장
1. 귄터 구제 부제독: 1937년 10월 1일 ~ 1938년 10월 31일
2. 오토 슈니빈트 제독: 1938년 10월 31일 ~ 1941년 6월 10일
3. 쿠르트 프리케 제독: 1941년 6월 11일 ~ 1943년 2월 20일
4. 빌헬름 마이젤 제독: 1943년 2월 21일 ~ 1944년 5월 1일 (5월 1일 이후 참모장직이 부장직에 통합되었다)

## 참고 자료
- Erich Gröner - Die Schiffe der deutschen Kriegsmarine und ihr Verbleib 1939-1945, J.F. Lehmanns Verlag, München (1976)
- Hans H. Hildebrand - Die organisatorische Entwicklung der Marine nebst Stellenbesetzung 1848 bis 1945, Biblio-Verlag, Osnabrück(2000)
- Hans H. Hildebrand & Ernest Henriot –Deutschlands Admirale 1849-1945, Biblio Verlag, Osnabrück (1989)
- Hans H. Hildebrand, Albert Röhr & Hans-Otto Steinmetz – Die Deutschen Kriegsschiffe, Koehlers Verlagsgesellschaft mbH, Hamburg (1980)
- Walter Lohmann & Hans H. Hildebrand –Die Deutsche Kriegsmarine, Verlag Hans-Henning Podzun, Bad Nauheim (1956)